# Kuglvajt
Kuglvajt je zřícenina hradu nad osadou Kuklov západně od Brlohu v okrese Český Krumlov. Nachází se na skalnatém vrcholu skalnatého granulitového kopce (740 m n. m.) nad Křemžským potokem.

## Název
Název hradu je pravděpodobně odvozen z latinského slova cuculla (kukla, kapuce) podle kuželovitého, mnišskou kápi připomínajícího kopce a německého výrazu Weid (pastvina). Doslova se tedy jedná o kukelskou pastvinu. Jiný výklad uvádí význam lesní kuchyň či poustevna ze staroslovanského kukle (kuchyň) a keltského weid (les). V písemných pramenech bývá uváděn také jako Kuglveit, Kuklvejt či Kuklov nebo německy Kugelwait a Kugelweit.

## Historie

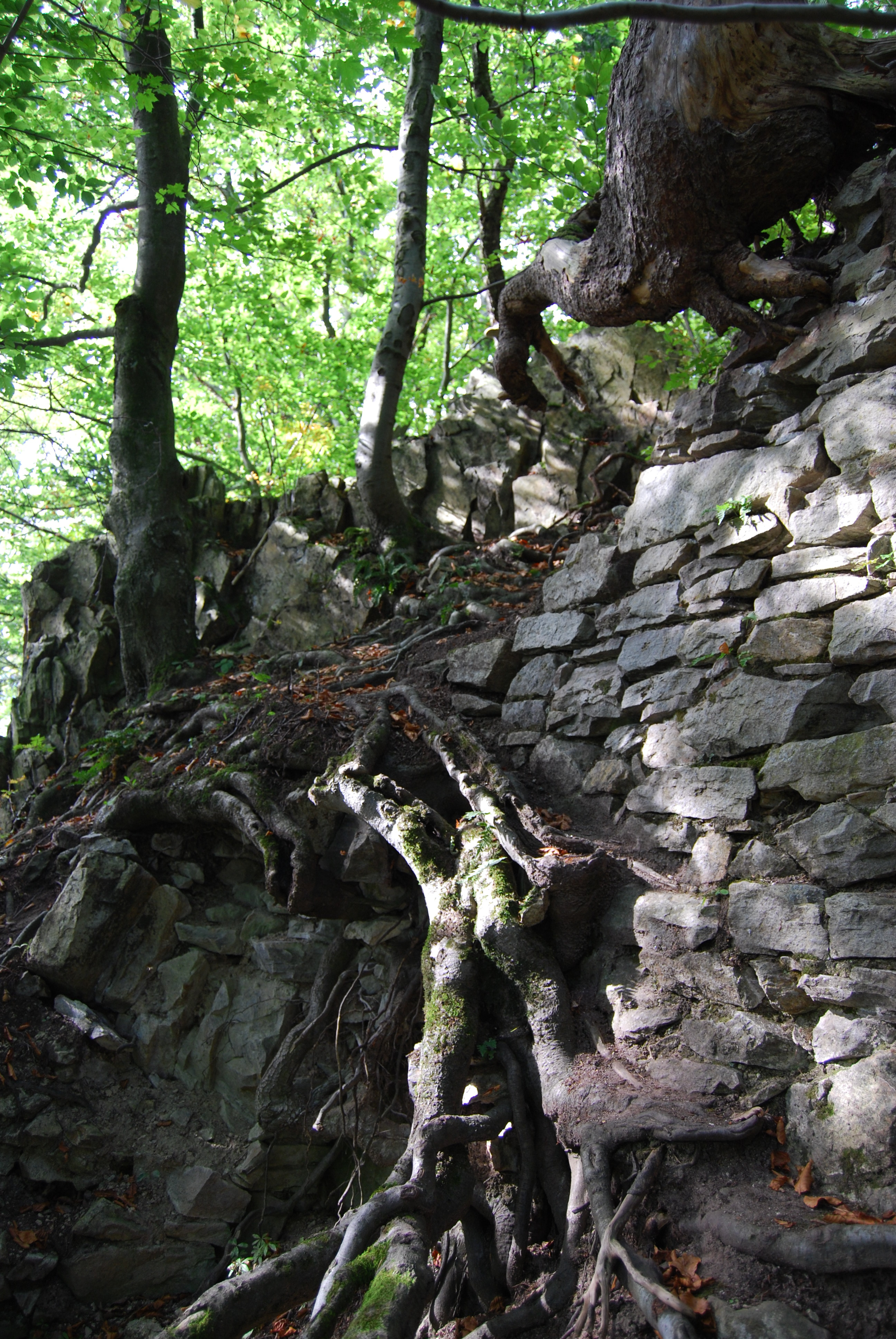
Zbytek komunikační stavby na jižní straně jádra

První písemná zmínka o hradu pochází z roku 1357, kdy se po něm psal Dětřich z Portic, významný představitel církve na dvoře krále Karla IV. a biskup mindenský. Když Dětřich zemřel, připadl hrad královské komoře. Za vlády krále Václava IV. byl kuglvajtským purkrabím Václav ze Švamberka, který vyvolal spor mezi králem a arcibiskupem Janem z Jenštejna. Během sporů panské jednoty s králem Václavem IV. hrad v roce 1395 hrad dobylo a pobořilo vojsko Jindřicha z Rožmberka. Po urovnání sporů král věnoval hrad Jindřichovi z Rožmberka, a ten ho připojil k panství hradu Maidštejna. Od té doby byl hrad opuštěný.

## Stavební podoba
Podoba hradu byla silně ovlivněna členitým stanovištěm. Nižší část zaujalo předhradí, jehož opevnění se dochovalo v podobě valovitého zbytku hradby. Hradní jádro stávalo ve vyšší části skalního útvaru a s předhradím ho spojovala velmi zlomkovitě dochovaná komunikační stavba. Na západní straně jádro ohraničoval ve skále vysekaný příkop a na opačné z něj vybíhalo úzké skalní žebro, na kterém stáhla štíhlá věž se zaoblenými nárožími. Hlavní budovou jádra byl dvouprostorový palác oddělený od příkopu parkánem.

## Přístup
Zřícenina je volně přístupná a její zbytky se nachází u silnice II/143 přímo nad rozcestníkem Kuklov – zřícenina hradu na modře značené turistické trase od Netolic na Kleť.